# Бласвих, Янис
Я́нис Йо́натан Бла́свих (нем. Janis Jonathan Blaswich; 2 мая 1989, Виллих, Германия) — немецкий футболист, вратарь клуба «Байер 04».

## Клубная карьера
Бласвих вырос в городе Хамминкельн, регион Нижний Рейн и начал играть в футбол в 1997 году в молодёжной команде клуба «Мерхог». В 2007 году он перешёл в молодёжную академию «Боруссии» (Менхенгладбах). 6 июня 2009 года Бласвих дебютировал за вторую команду «Боруссии», играющей в региональной лиге «Запад», в победном матче (3:1) со второй командой «Байер 04» Леверкузен. Тем не менее, он продолжал играть и в молодёжной бундеслиге за команду до 19 лет.

## Достижения
«РБ Лейпциг»
- Обладатель Кубка Германии: 2022/23
- Обладатель Суперкубка Германии: 2023